# Israel Martínez
José Israel Martínez Salas (* 14. März 1981 in Mexiko-Stadt), auch bekannt unter dem Spitznamen Jagger, ist ein ehemaliger mexikanischer Fußballspieler, der in der Abwehr bzw. im defensiven Mittelfeld agierte.

## Laufbahn
Martínez erhielt seinen ersten Profivertrag beim Club América, für den er in den Jahren 2002 und 2003 zu zehn Einsätzen (ein Tor) in der höchsten mexikanischen Fußballliga kam. Anfang 2004 wurde er an das UANL Tigres-Farmteam Tigrillos Coapa ausgeliehen, für das er in der zweiten Liga 14 Punktspiele absolvierte und einen Treffer erzielte. Die folgenden fünf Jahre verbrachte er auf Leihbasis beim Club San Luis (114 Spiele, zehn Tore), bevor er im Sommer 2009 zum Club América zurückgeholt wurde, für den er in den Spielzeiten 2009/10 und 2010/11 insgesamt 47 Punktspieleinsätze (kein Tor) absolvierte.
In den nächsten vier Jahren war Martínez für jeweils eine Saison für den Querétaro FC (2011/12: 24 Spiele, 4 Tor), den CF Atlante (2012/13: 23 Spiele, kein Tor), die Tiburones Rojos Veracruz (2013/14: 12 Spiele, kein Tor) und zuletzt den Celaya FC (2014/15: vier Einsätze, kein Tor) im Einsatz.
In den Jahren 2008 und 2009 bestritt Martínez acht Länderspieleinsätze (kein Tor) für die mexikanische Fußballnationalmannschaft.